# فرانسوا بوژاندر
فرانسوا بوژاندر (انگلیسی: François Beaugendre; ۲۵ ژوئیهٔ ۱۸۸۰ – ۶ ژانویهٔ ۱۹۳۶ (۵۵ سال)) دوچرخه‌سوار اهل فرانسه بود.